# Вимислув (Стараховицький повіт)
Вимислув (пол. Wymysłów) — село в Польщі, у гміні Вонхоцьк Стараховицького повіту Свентокшиського воєводства.
У 1975-1998 роках село належало до Келецького воєводства.